# Качулка
Качулка (болг. Качулка) — село в Болгарии. Находится в Кырджалийской области, входит в общину Крумовград. Население составляет 36 человек.

## Политическая ситуация
Качулка подчиняется непосредственно общине и не имеет своего кмета.
Кмет (мэр) общины Крумовград — Себихан Керим Мехмед (Движение за права и свободы (ДПС)) по результатам выборов в правление общины.